# がんばれゴエモン さらわれたエビス丸
『がんばれゴエモン さらわれたエビス丸』（がんばれゴエモン さらわれたエビスまる）は、コナミが開発し1991年12月25日に発売されたゲームボーイ用アクションアドベンチャーゲーム。
1997年12月11日に発売された『コナミGBコレクション Vol.2』にはスーパーゲームボーイ対応になって収録。さらに欧州で2000年に発売された『Konami GB Collection Vol.3』には『Mystical Ninja Starring Goemon』のタイトルで収録された。また、2012年6月27日からはニンテンドー3DSのバーチャルコンソールで配信されている。

## システム
横スクロールのアクションゲーム。本作は俯瞰視点のマップを8方向にキャラクターを動かしながら進んでいく。基本的なゲームシステムは『がんばれゴエモン!からくり道中』をベースにしており、敵を倒して得られるのは小判のみであり、ジャンプ動作によってステージ上の瓢箪やツボからアイテムが飛び出すようになっている。また、秘密の地下室の入り口を発見できる場合もある。

## ストーリー
平和な日々を過ごしていたゴエモンのもとに、ヤギ・ジュウベエという見知らぬ人物からの手紙が送られてきた。「貴殿の仲間のエビス丸は我等があずかった、無事に返して欲しくば肥前まで来るがよい」こうしてゴエモンは仕方がないと思いながらもエビス丸を救うために肥前の国へ向かうのであった。

## ステージ構成
ステージ1 駿河（駿河・尾張）
町エリアを進むだけのステージ。クリアに必要な基本的な動作を学ぶことが出来る。
ステージ2 和泉
肥前の国への船着場があるステージ。ヨロズヤにまつわる事件に巻き込まれることになる。
ステージ3 肥前
長崎の町と出島が舞台のステージ。異人達の情報からヤギ・ジュウベエの居場所を探る。
ステージ4 長門（長門・安芸・因幡）
中国地方を巡るステージ。ボスが初登場する。
ステージ5 山城
再びさらわれたエビス丸を追って御所に乗り込むステージ。御所は迷路のように入り組んだダンジョンとなっている。
ステージ6 越後
雪国のステージ。関所の鍵を得るため、悪代官のからくり屋敷を進む。
ステージ7 出羽（出羽・陸奥・蝦夷地）
秘密の地下道を通り、蝦夷にある竜神の洞窟を目指すステージ。
ステージ8 陸奥
江戸への帰路の途中で倒れたゴエモンに代わって、みこがプレイヤーキャラクターとなる。
ステージ9 江戸
江戸城を占拠したヨロズヤを倒し、エビス丸を救い出す最終ステージ。道中で宝石を集めているとエンディングが若干変化する。

## 登場人物
ゴエモン
主人公。武器はキセルと小判。エビス丸を救うために肥前を目指す。
エビス丸
ゴエモンの相棒。今作ではプレイヤーキャラクターとしては使えない。ゴエモンを肥前に呼び出すためにヤギ・ジュウベエに囚われの身となった。
ヤギ・ジュウベエ
エビス丸を攫った張本人。ゴエモンの実力に高い関心を持っており、エビス丸を利用して仲間に引き入れようとした。
みこ
陸奥の国に住む心優しい女の子。ステージ8ではゴエモンに代わってプレイヤーキャラクターとなる。
マンノリキュウ
比叡の山寺に住んでいる僧。蝦夷にある「ごうらいのたま」と「れっぷうのたま」の存在を教えてくれたり、崩れた橋を渡るために「みずのかみ」を授けてくれる等、ゴエモンに助力してくれる。
しかしその本心は…。
ヨロズヤ
和泉の国に巨大な店を構える悪商人。裏で武器を密輸し、江戸城の乗っ取りを企んでいる。ゴエモンとは過去に因縁がある。
サンニンシュウ
ヨロズヤ軍団の筆頭である3人の部下。強大な力を持っており、「ごうらいのたま」と「れっぷうのたま」が無ければ倒すことは不可能。

## スタッフ
- 企画：寺田一友
- プログラム：岩碕一男、後藤保、福井康文
- キャラクター：寺田一友、中坂昇
- サウンド：田坂真二、萩原善之、十一谷明広
- パッケージ：さとうまり

## 音楽
サウンドトラック
- 『がんばれゴエモン さうんど玉手箱 ～オリジナル・サウンドトラック BOX～』 (EMCA-0027)
上記の「DISC 4」に収録、2017年5月26日発売[1][2][3]。

## 評価
ゲーム誌『ファミコン通信』の「クロスレビュー」では、合計23点（満40点）、『ファミリーコンピュータMagazine』の読者投票による「ゲーム通信簿」での評価は以下の通り22.0点（満30点）となっている。
| 項目 | キャラクタ | 音楽 | お買得度 | 操作性 | 熱中度 | オリジナリティ | 総合 |
| 得点 | 3.8        | 3.7  | 3.8      | 3.6    | 3.8    | 3.3            | 22.0 |